# Покойная Эдвина Блэк
«Покойная Эдвина Блэк» (англ. The Late Edwina Black), в американском прокате «Одержимая» (англ. Obsessed) — британская детективная драма режиссёра Мориса Элви, которая вышла на экраны в 1951 году.
В основу фильма положена пьеса Уильяма Диннера (англ. William Dinner) и Уильяма Морама (англ. William Morum), которая впервые была показана на британской сцене в 1949 году. Действие картины разворачивается в сельском английском городке в эдвардианскую эпоху. После смерти богатой Эдвины Блэк возникает подозрение, что это было убийство. В городок прибывает инспектор Скотленд-Ярда Мартин (Роланд Калвер), который концентрирует своё внимание на домочадцах Эдвины — её муже, интеллигентном учителе Грегори (Дэвид Фаррар), красивой компаньонке Элизабет Грэм (Джеральдин Фицджеральд) и многолетней домработнице Эллен (Джин Каделл). Вскоре выясняется, что у Грегори и Элизабет роман, и в ближайшее время они собираются пожениться. Между тем всплывают улики, из-за которых они начинают подозревать друг друга в убийстве Эдвины, и из-за этого их отношения начинают балансировать на грани любви, недоверия и страха. Когда оказывается, что Эдвина в своём завещании оставила часть наследства Эллен, под подозрение попадает и она. В итоге с помощью хитрого приёма инспектору Мартину удаётся раскрыть это дело.
Критики положительно оценили сюжет картины и актёрскую игру, но посчитали, что фильм страдает из-за слабой, чрезмерно театральной постановки и неинтересной операторской работы.

## Сюжет
Действие происходит, предположительно, в 1910-е годы в небольшом английском сельском городке. Интеллигентный школьный учитель Грегори Блэк (Дэвид Фаррар) женат на богатой, злобной и весьма неприятной Эдвине. Вместе с ними в принадлежащем Эдвине особняке постоянно проживают её компаньонка, молодая и красивая Элизабет Грэм (Джеральдин Фицджеральд), а также пожилая домработница Эллен (Джин Каделл). Однажды среди дня Эллен криками зовёт в дом Грегори, который копается с цветами в саду, сообщая, что Эдвине стало плохо. Грегори немедленно едет за местным доктором Септимусом Прендергастом (Харкорт Уильямс). По дороге доктор восхищается терпением Грегори, который живёт с такой волевой и упрямой женщиной, как Эдвина. По прибытии доктор Прендергаст констатирует смерть миссис Блэк, предположительно, от сердечного приступа. Вскоре проходят похороны. На поминках директор местной школы (Рональд Адам) сообщает Грегори, что, по-видимому, скоро пойдёт на повышение. В этой связи, с учётом способностей Грегори он предполагает предложить его кандидатуру на своё место. К Элизабет подходит местная дама, леди Саутдейл (Мэри Меррил), которая три года назад рекомендовала её Эдвине в качестве компаньонки. Она сочувственно говорит Элизабет, что Эдвина была ужасным человеком, которая мучила и угнетала её. Теперь леди Саутдейл предлагает Элизабет перейти на работу к себе.
Оставшись одни в гостиной после ухода гостей, Грегори и Элизабет страстно обнимаются и объясняются друг другу в любви. Элизабет с испугом слышит как на окне зазвенели ветряные колокольчики, воспринимая это как знак того, что Эдвина всё ещё в доме и наблюдает за ними. Грегори снимает колокольчики, утешая её и призывая не опасаться мёртвых. Они выходят в сад, и, держась за руки, заходят в пристройку в то время, как Эллен внимательно следит за ними из окна. Элизабет говорит, что теперь она потеряла работу и должна будет покинуть дом, на что Грегори предлагает ей стать его секретарём. Он обещает, что в ближайшие дни они съездят в город и купят обручальные кольца. Как только он закончит разбираться с делами, оставшимися от Эдвины, они сразу же поженятся и смогут уехать куда угодно. Элизабет мечтает поехать в Венецию и даже купила книгу об этом городе. Она готова ехать хоть завтра.
На следующий день, когда Грегори и Элизабет собрались в Лондон, в дом приходит инспектор Мартин (Роланд Калвер) из Скотленд-Ярда. Он сообщает, что доктор Прендергаст не подписывает свидетельство о смерти, так как у него возникло сомнение относительно причины смерти, и он обратился в Скотленд-Ярд. В этой связи будет проедена эксгумация и вскрытие тела. Инспектор просит их воздержаться от поездок до получения результатов вскрытия. Элизабет снова кажется, что это Эдвина не даёт им уехать, но Грегори успокаивает её, напоминая, что Эдвина мертва. Вскоре снова появляется инспектор Мартин, которому Эллен рассказывает, что много лет проработала у Эдвины и была очень близка с ней. На вопрос Мартина домработница отвечает, что каждый день давала Эдвине лекарства. Когда он говорит, что вскрытие не показало в её организме никаких лекарств, Эллен объясняет, что очень часто Эдвина отказывалась их принимать, но запретила кому-либо об этом рассказывать.
Когда появляются Грегори и Элизабет, инспектор Мартин объявляет, что в организме Эдвины был обнаружен мышьяк, и следовательно рассматривается версия отравления. Никто из домочадцев не верит в то, что Эдвину кто-то из них мог отравить. Уточнив, что наследство должен получить Грегори, инспектор Мартин направляется в теплицу, где обнаруживает банку с гербицидами, которые могли стать причиной отравления. Но поскольку больная Эдвина сама не могла дойти до теплицы, соответственно самоубийство исключается. Уточнив, что больше в доме никто не живёт, инспектор Мартин осматривает все комнаты, обращая внимание, что из комнаты Элизабет есть прямая дверь в спальню к Эдвине. Затем он спрашивает, не выпивала ли Эдвина. Когда Грегори говорит, что такое бывало, его резко перебивает Эллен, заявляя, что Эдвина не пила ничего кроме чая. Раз в день в 11.00 она также выпивала стакан молока. Последней в день смерти Эдвины в теплице была Элизабет, однако на банку с гербицидами она не обратила внимания. Инспектор Мартин также интересуется, почему Элизабет заказала брошюру о Венеции за пять недель до смерти Эдвины. После ухода Элизабет инспектор спрашивает у Эллен, зачем та снова повесила ветряные колокольчики. Эллен отвечает, что такова воля Эдвины, которую она выразила два года назад. Эллен рассказывает, что Эдвина всё знала об отношениях Элизабет с Грегори и страдала от этого. Появляется Грегори, который заявляет, что когда всё закончится, он продаст дом и они с Элизабет переедут в Лондон, а затем поедут в Венецию. С этими мыслями Грегори и Элизабет решают торжественно поужинать. Они приглашают и Эллен, но та не открывает свою дверь, и они заключают, что она куда-то ушла. Элизабет выходит в вечернем платье, которое не могла носить при Эдвине, а Грегори надевает ей на шею жемчужное ожерелье своей матери. Они целуются. Последующий их разговор состоит из взаимных подозрений и примирений. Сначала Элизабет спрашивает Грегори, почему он не дал доктору осмотреть Эдвину за день до смерти, на что он отвечает, что Эдвина сама отказалась. Затем Элизабет объясняет Грегори, что книгу о Венеции заказала после того, как Эдвина однажды спросила её, куда бы она мечтала поехать, и после этого Элизабет стала думать об Италии и купила эту книгу. Затем Элизабет вспоминает, что последним в теплице был Грегори, откуда принёс Эдвине букет цветов. Неожиданно на втором этаже хлопает дверь, затем звенят ветряные колокольчики и в комнате гаснут лампы, и Элизабет снова пугается, что Эдвина в доме. У Элизабет в очередной раз меняется настроение, и она обвиняет Грегори в том, что поскольку он был последним в теплице и последним в комнате Эдвины, значит, он и убил её. При этом она говорит, что понимает его. После того, как Грегори берёт Библию Эдвины и клянётся на ней, что не убивал, Элизабет верит ему. В этот момент по лестнице неожиданно спускается Эллен, которая, рассказывает, что была в комнате Эдвины в 12.00, когда та умерла. Грегори говорит, что значит она была жива во время его визита к ней в 10.30, хотя ему и показалось, что она мертва. После ухода Эллен они снова обнимаются и целуются, говоря, что сейчас нужны друг другу.
На следующее утро Элизабет замечает, что книга, на которой поклялся Грегори, вовсе не Библия, и снова подозревает его в обмане и требует, чтобы он сознался в убийстве. После очередной серии взаимных обвинений Элизабет даёт Грегори пощёчину и начинает рыдать. Когда оба успокаиваются, Грегори рассказывает, что когда последний раз заходил к Эдвине, она казалась безумной и невнятно говорила о том, что Элизабет подмешала ей что-то в молоко. Затем он говорит, что Эдвина знала, что отравлена и что он будет следующим. После этого она безжизненно откинулась на кровать. Грегори добавляет, что конечно же он Эдвине не поверил. Элизабет просит у Грегори прощения и они снова мирятся. Затем со словами «больше никаких сомнений и подозрений» Элизабет выпивает вино. Когда она видит, что Грегори не пьёт, у Элизабет сразу же возникает подозрение, что её отравили. У неё начинается истерика, и Грегори укладывает её в кровать а сам отправляется за доктором. Тем временем появляется инспектор Мартин, которому Элизабет заявляет, что Грегори пытался её отправить точно так же, как отправил свою жену. Он якобы хотел подставить её в убийстве Эдвины, а затем представить дело так, что Элизабет покончила собой. Мартин, которого не очень волнует истерика Элизабет, сообщает, что был у нотариуса, и, согласно завещанию Эдвины, половина её денег достанется Элизабет. Также он выяснил, что в дом заказывалось довольно много портвейна. Выясняется, что портвейн в доме до сего дня никто не пил, кроме Эдвины, и ей его давала Эллен по требованию последней. Грегори знал об этом, но скрывал. Соответственно, та открытая бутылка из которой отпила Элизабет, была из комнаты Эдвины. И отвратительный вкус вина, который Элизабет приняла за яд, связан с тем, что, по словам Эллен, Эдвина тайком сливала в бутылку неприятное для неё лекарство. Таким образом, как заключает инспектор, все трое могли рассчитывать на наследство и все трое побывали в комнате Эдвины перед её смертью. Когда снова звенят колокольчики, Элизабет говорит, что это Эдвина смеётся над нами.
Инспектор Мартин через сад проходит в пристройку. В коляске под сидением, на котором часто тайно обнимались Элизабет и Грегори, он находит баночку с порошком. После этого инспектор на кухне заваривает чай и предлагает всем выпить по чашке. Эллен напоминает, что когда Элизабет искала средство для ухода за руками, Грегори принёс ей из школы порошок, содержащий мышьяк. Эта баночка с порошком, которая стояла в комнате у Элизабет, пропала, и именно этот порошок, который состоял из чистого мышьяка, а не сравнительно безвредный гербицид убил Эдвину. Элизабет утверждает, что не знала, что это мышьяк, а Грегори говорит, что догадывался об этом, но не придал этому значения и не сказал Элизабет. Инспектор хочет добавить в свой чай ещё сахара, и достаёт для этого ту баночку, которую нашёл в коляске. Все узнают баночку, а Эллен в ужасе спрашивает, не клал ли инспектор «сахар» из этой баночки в её чай, так как это вовсе не сахар, а мышьяк. Элизабет и Грегори тоже узнают эту баночку. Когда инспектор говорит, что действительно это баночка с мышьяком, которую он обнаружил в коляске, Эллен заявляет, что это она спрятала её туда по просьбе Грегори и Элизабет. Когда Эллен всерьёз беспокоится о своём отравлении и просит лекарство, инспектор успокаивает её, говоря, что насыпал ей сахар из другой банки. Эллен утверждает, что Грегори и Элизабет отравили Эдвину, а после её смерти попросили спрятать баночку. Но Мартин не верит истории Эллен. Тогда Эллен утверждает, что Грегори хотел убить жену, и, зная про её слабое сердце, в тот день кричал на неё, доведя до сердечного приступа. Мартин напоминает, что поначалу врач так и заподозрил, что смерть произошла от сердечного приступа, пока Эллен не намекнула ему на яд. Инспектор подозревает, что Эллен украла яд у Элизабет и дала его Эдвине перед самой её смертью. Что касается Грегори, то, он ошибся, когда посчитал, что видит Эдвину мёртвой. Эллен заявляет, что когда Эдвина уже умирала, то умоляла дать ей яд. Инспектор же приходит к заключению, что Эллен дала Эдвине яд, чтобы получить улики для обвинения Элизабет и Грегори в её отравлении. Эллен специально подсыпала его в молоко, которое в тот день отнесла ей Элизабет, а днём ранее попросила Грегори не вызвать врача. После смерти Эдвины она спрятала банку с ядом там, где обычно встречались Грегори и Элизабет.
Поняв, что разоблачена, Эллен утверждает, что наказание Элизабет и Грегори было бы справедливо с учётом того, как Эдвина настрадалась от них. Когда Эллен уводят, она умоляет никому не рассказывать об отравлении. Когда они остаются в доме вдвоём, Элизабет собирает чемодан и направляется к двери. Грегори останавливает её, напоминая об их любви и о планах на будущее. Когда Элизабет как будто не слышит его, Грегори произносит, что их любовь не выдержала испытания и Эдвина теперь может спать спокойно. Эти слова вдруг приводят Элизабет в чувства и она возвращается к Грегори.

## В ролях
- Дэвид Фаррар — Грегори Блэк
- Джеральдин Фицджеральд — Элизабет Грэм
- Роланд Калвер — инспектор Мартин
- Джин Каделл — Эллен
- Мэри Мерралл — леди Саутдейл
- Харкорт Уильямс — доктор Септимус Прендергаст
- Рональд Адам — директор школы
- Чарльз Хеслоп — викарий
- Сидни Монктон — Хорас

## Исполнители главных ролей
Звезда фильма, ирландская актриса Джеральдин Фицджеральд начинала карьеру в Великобритании, а с 1939 года работала в Голливуде, где снялась в таких картинах, как «Грозовой перевал» (1939), который принёс ей номинацию на «Оскар» за роль второго плана, и «Победить темноту» (1939), а также в фильмах нуар «Бегство от судьбы» (1941), «Странное дело дяди Гарри» (1945), «Три незнакомца» (1946) и «Никто не вечен» (1946). Как пишет киновел Гленн Эриксон, «любимица публики Джеральдин Фицджеральд была слишком хороша для большинства ролей второго плана, которые она играла в фильмах с такими актрисами, как Бетт Дейвис. При этом, несмотря на её отличную игру, фильмы, где она играла главные роли, не вызвали энтузиазма».
Что касается Дэвида Фаррара, то он, по словам Эриксона, запомнился по фильмам Майкла Пауэлла и Эмерика Прессбургера «Чёрный нарцисс» (1947) и «Маленькая задняя комната» (1949). Как далее пишет киновед, «забегая вперед, отметим, что Фаррар получил не так уж много достойных ролей в кино».

## История создания фильма
Пьеса, по которой поставлен фильм, дебютировала на лондонской сцене в 1949 году, а в период ноября декабря 1950 года под названием «Эдвина Блэк» шла на Бродвее, где главную роль играла Сигне Хассо. Как отметил обозреватель «Нью-Йорк Таймс» Босли Краузер, «показанная два сезона назад на Бродвее викторианская драма о чае и мышьяке „Эдвина Блэк“ привлекла к себе внимание главным образом игрой Сигне Хассо».
Сцены в интерьере дома снимались в студии Worton Hall в Айзелворте (англ. Isleworth) в Мидлсексе, Великобритания. Съёмки на улицах городка производились в коммуне Шир (англ. Shere), графство Суррей, Великобритания.
Премьера фильма в Великобритании состоялась в Лондоне в марте 1951 года, премьера фильма в США прошла 5 февраля 1952 года в Нью-Йорке.
По той же пьесе в 1957 году вышел эпизод американского телесериала «Дневной спектакль» под названием «Эдвина Блэк», в 1958, 1965 и 1985 годах три немецких телефильма, а в 1964 году — австралийский телефильм, все — под названием «Покойная Эдвина Блэк».

## Оценка фильма критикой
По мнению обозревателя «Нью-Йорк Таймс» Говарда Томпсона, этот фильм демонстрирует «мучительную растрату таланта не только Джеральдин Фицджеральд, но и её партнера по фильму Дэвида Фаррара, а также двух прекрасных актёров — Роланда Калвера и Джин Каделл». Критик полагает, что ответственность за создание этого «самого душного, неправдоподобного и скучного фильма, который в этом году пересёк Атлантику, несут сценаристы Чарльз Фрэнк и Дэвид Эванс, а также режиссёр Морис Элви». Это фильм из тех, действие которых протекает «в вызывающем клаустрофобию полумраке с тяжелыми портьерами, газовым освещением и бесшумными коврами». При этом всё «движется со скоростью улитки,… медлительно и педантично», как будто фильм «более мёртвый, чем сам труп». Что касается главных героев, то они «больше похожи на кошку с собакой, чем на двух умных, измученных взрослых людей, и их самая острая и самая смешная стычка посвящена выяснению, кто больше виновен в совращении партнёра. „Ты занимался со мной любовью!“ — кричит дама. „Нет, это ты занималась любовью со мной!“ — огрызается её любовник». При этом, как подмечает критик, «все как будто забыли о бедном зрителе».
Как пишет современный киновед Джон Грант, «на протяжении большей части фильма всё в нём сделано очень хорошо, а иногда и с некоторой утонченностью». Какое-то время создаётся впечатление, что «это будет история о привидениях или даже об одержимости, потому что в некотором смысле Элизабет начинает вести себя так же, как предположительно, вела себя Эдвина, обвиняя Грегори в паразитизме и трусости». Но затем режиссёр теряет уверенность. «Переход к взаимной подозрительности и перепады настроения двух влюблённых, когда они переходят от диких обвинений к примирению и обратно, сделаны крайне неуклюже». С другой стороны, «фильму удается преуспеть в том, чтобы захватить наше внимание с первых моментов и не отпускать нас, пока он не закончится». По мнению Гранта, «этому способствует чудесная сдержанная операторская работа Дейда, а также игра центрального квартета… не говоря уже о Мэри Мерралл в её маленькой роли язвительной, но добросердечной дамы». Что касается актёров, то «Фаррар хорош, хотя в нём и нет ничего особенного, а вот Фицджеральд и Каделл демонстрируют выдающуюся игру», но это позволяет им лишь слегка «превзойти Калвера, внешне трудолюбивого полицейского, который примерно в три раза проницательнее, чем думают остальные».
Историк кино Гленн Эриксон назвал картину «малоизвестным триллером» и «очень традиционным камерным детективом с убийством». По его мнению, «то, что фильм является экранизацией театральной пьесы, становится очевидным после первой же сцены. Фильм снят прекрасно», но, кроме эпизода в начале, практически всё действие протекает в четырёх стенах. Проблема фильма в том, что исходный материал не был подготовлен на кинопостановки. Как продолжает Эриксон, «таким образом, фильм превращается в очень старомодную детективную пьесу об убийстве в ограниченном пространстве. Хотя мы видим сельскую дорогу, сад и оранжерею, большая часть событий разворачивается в нескольких комнатах». На опыте сотен фильмов и телешоу, адаптированных по мотивам театральных постановок, «все согласны с тем, что киноверсии требуют иного подхода. Актёрская игра должна быть менее акцентированной и более интимной, изложение сюжетной линии может быть более тонким, непрямым, а камера визуальными средствами должна рассказывать больше, чем персонажи высказывают вслух». Некоторые сюжетные символы, в частности, периодический звон ветряных колокольчиков, несколько раз объясняются на словах, хотя в фильме можно было бы ограничиться несколькими кадрами.
По мнению Эриксона, картина была слабо подготовлена для экрана: «Режиссёр Морис Элви не уделяет особого внимания телам и лицам … на лицах наших влюбленных всегда одно и то же озабоченное выражение, и пусть слова всё объясняют. Сильные эмоции и реакции, которые могли бы подойти для сцены, здесь кажутся сильно преувеличенными». Отношения центральных персонажей постоянно «находятся на грани срыва. Элизабет делает поспешные выводы о действиях Грегори в день смерти Эдвины. У Грегори и Элизабет всё повторяется. Сначала они любят друг друга. Затем она допускает некоторые сомнения. Он слишком остро реагирует, они оба выкрикивают обидные обвинения,… а потом обнимаются в страхе и стыде и снова заявляют о своей любви. И это происходит, по крайней мере, дважды, а может, и трижды».
В целом, как замечает критик, «влюбленные не так уж привлекательны», о чём, правда, прямо не говорится. «Они никогда до конца не признаются, что ждали смерти Эдвины». Но ведут себя они совсем не так, как будто не испытывают чувства вины. Также сомнение вызывает сцена, когда вечером Элизабет и Грегори решают торжественно поужинать при свечах в шикарных вечерних костюмах и при полной сервировке стола, хотя Эдвина только что умерла, а домработницу Эллен они только что уволили. Это похоже на празднование успеха, к которому они стремились. Как далее пишет Эриксон, «тема секса между ними также туманна. Одна сцена заканчивается объятием в конце — а в следующем кадре оба влюбленных выглядят очень счастливыми следующим утром. В киноверсии так и не было установлено, занимались ли Грегори и Элизабет прелюбодейным сексом всё это время… А в эдвардианском контексте это имеет значение».
Как полагает Эриксон, «режиссёр Морис Элви и продюсер Эрнест Гартсайд, должно быть, думали, что они верны сценическому оригиналу… Фильм представляет собой классический пример того, как могла бы быть сыграна высококлассная постановка на лондонской сцене конца 1940-х годов». Здесь можно «насладиться игрой Дэвида Фаррара и Джеральдин Фицджеральд. А Рональд Калвер заслуживает особого внимания — его инспектор — единственный персонаж, который может сохранять невозмутимый вид более пяти минут».
Это один из 15 фильмов, отобранных киноведами Стивом Чибноллом и Брайаном Макфарлейном для своей книги «Британский фильм категории В», в качестве самых достойных фильмов категории В, снятых в Великобритании в период между Второй мировой войной и 1970 годом. Как отметили критики, в своё время фильм «не был особенно хорошо принят, но выдержал испытание временем лучше, чем многие другие». Они высоко оценили игру четырёх исполнителей главных ролей — Фаррара, Каделл, Калвера и Фицджеральд, отметив, что «немногие характерные актёры могут сыграть злобную недоброжелательность лучше, чем Джин Каделл, … а прекрасная и недооцененная Джеральдин Фицджеральд особенно хороша».